# Mount Barrow
Der Mount Barrow ist ein 1413 Meter hoher Berg im Nordosten des australischen Bundesstaates Tasmanien.

## Geographie
Der Berg liegt im Gebiet der Stadt Launceston, etwa 46 Kilometer ostnordöstlich der Stadtmitte. Das drei Kilometer lange Plateau ist im Winter regelmäßig schneebedeckt.

## Schutzgebiet
Das staatliche Schutzgebiet Mount Barrow State Reserve bedeckt eine Fläche von 4,59 Quadratkilometer. Dort sind subalpine Tier- und Pflanzenarten geschützt, darunter auch etliche bedrohte Arten.